# Корк (графство)
Корк (англ. Cork, ірл. Corcaigh) — графство на півдні Ірландії.

## Адміністративний поділ
Входить до складу провінції Манстер на території Республіки Ірландії. Столиця і найбільше місто — Корк.

## Персоналії
- Бернард Лі (1908—1981) — англійський актор.